# H. Alden Smith House
La casa H. Alden Smith es una antigua mansión ubicada en el distrito histórico de Harmon Place, cerca del centro de Mineápolis, la ciudad más poblada del estado de Minnesota (Estados Unidos). Diseñado en estilo románico richardsoniano por el arquitecto William Channing Whitney, se completó en 1887 y se incluyó en el Registro Nacional de Lugares Históricos en 1976. La casa es el único remanente del distrito de mansiones de Harmon Place, un barrio residencial para ricos que existió entre las décadas de 1880 y 1920.

## Historia
Horatio Alden Smith, el propietario original de la casa, era socio de Smith & Wyman Sash and Door Company. Tras hacer fortuna en ese negocio, Smith compró una propiedad en el rico vecindario de Harmon Place y le encargó una casa al arquitecto local William Channing Whitney. Smith vivió en la casa con su esposa Eva y su hija Alice desde 1887 hasta 1906, cuando murió.
Eva continuó viviendo en la casa hasta 1919, cuando la vendió al funerario local William Davies. Davies pronto convirtió la casa en un depósito de cadáveres y la utilizó como tal hasta 1976. Luego, la casa se convirtió en un restaurante llamado The Little Prince en 1977, pero esta empresa duró poco. Tras el cierre del restaurante en 1978, la casa se utilizó como clínica de asesoramiento y edificio de oficinas. En 1990, la casa sirvió como lugar de rodaje de una escena de la película Drop Dead Fred.
La Fundación del Colegio Comunitario de Mineápoliscompró la casa en 1993 por 350 000 dólares. Después de renovar la estructura con fines educativos, pasó a llamarse Wells Family College Center. Minneapolis Community and Technical College utilizó la casa para diversos fines hasta 2018, cuando se vendió al desarrollador local W + Noordijk. Actualmente, la casa está programada para ser rehabilitada y convertida en nueve unidades de apartamentos como parte de un proyecto de desarrollo residencial más grande.

## Arquitectura
William Channing Whitney diseñó la casa de H. Alden Smith en el estilo románico richardsoniano Con una fachada de piedra arenisca marrón, la casa de tres pisos cuenta con una enorme torre en la esquina, porches frontales y laterales y un tragaluz con vitrales de colores. Aunque gran parte del interior se ha modificado con el tiempo, el primer nivel conserva el vestíbulo de recepción y la gran escalera originales. El salón, el comedor, la biblioteca y la sala de estar originales también permanecen intactos. En este nivel se pueden encontrar paneles decadentes y boiserie de cerezo.
Aunque muy modificado, el segundo y tercer piso conservan algunas características originales como puertas y chimeneas. El segundo piso originalmente albergaba dormitorios y baños, mientras que el tercer piso presentaba un salón de baile y cuartos de servicio.